# Diamantduva
Diamantduva (Geopelia cuneata) är en fågel inom familjen duvor. Arten är en populär burfågel då den är lättskött, häckningsvillig och har en vacker fjäderdräkt.

## Utseende

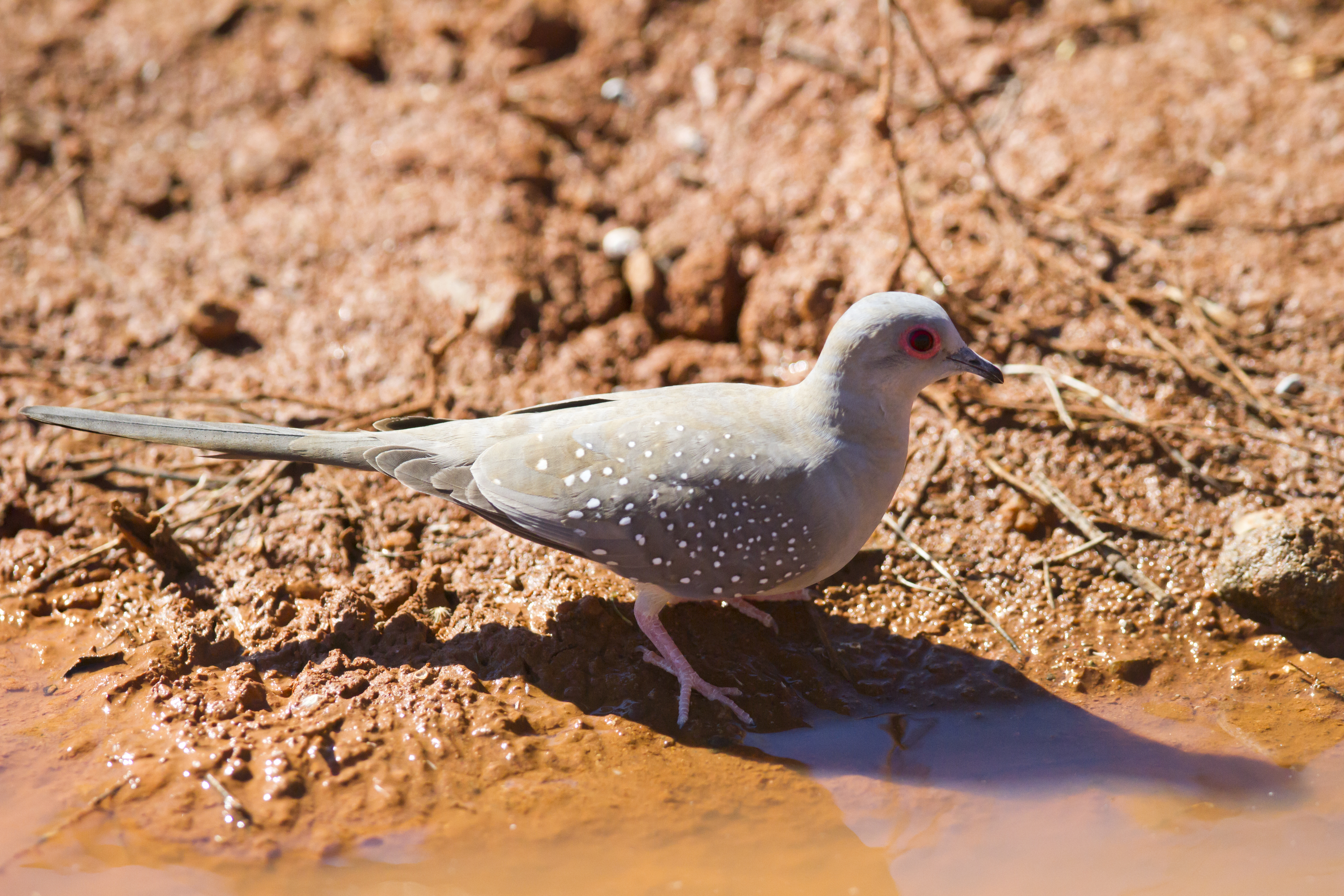
Fotograferad i Western Australia.

Diamantduvan är en liten, långstjärtad duva som mäter cirka 20 cm. Utmärkande för arten är de vita diamantliknande fläckarna på vingarna, i övrigt är översidan och stjärtpennorna gråbruna medan huvud och undersida är gråblå, vilket längst bak övergår i en mer gråvit färg. Ben och fötter är hos adulta individer rosa, näbben är grå och iris är mörkt oranga. De har rosaröd orbitalring där honans är brunaktig medan hanens blir rödare i början av häckningsperioden. Juveniler saknar vita fläckar på vingarna, har ljusbrun orbitalring, och deras ben och fötter är gråsvarta.

## Utbredning och habitat
Diamantduvan är endemisk för Australien och förekommer främst i inlandet i torra eller halvtorra områden där den håller sig nära vatten. Den är delvis en flyttfågel och sprider sig över stora områden utanför häckningstid. 

## Ekologi
Diamantduvan lever i monogama förhållanden och häckar normalt i maj-augusti. Den lägger i genomsnitt två ägg som ruvas av båda föräldrarna i 13 dygn, ungarna blir flygfärdiga efter ungefär två veckor. Ett par kan föda upp flera kullar direkt efter varandra.    

## Status
Arten har ett stort utbredningsområde och beståndet anses vara stabilt. Internationella naturvårdsunionen IUCN listar den därför som livskraftig (LC).